# イリナ・ラザレアヌ

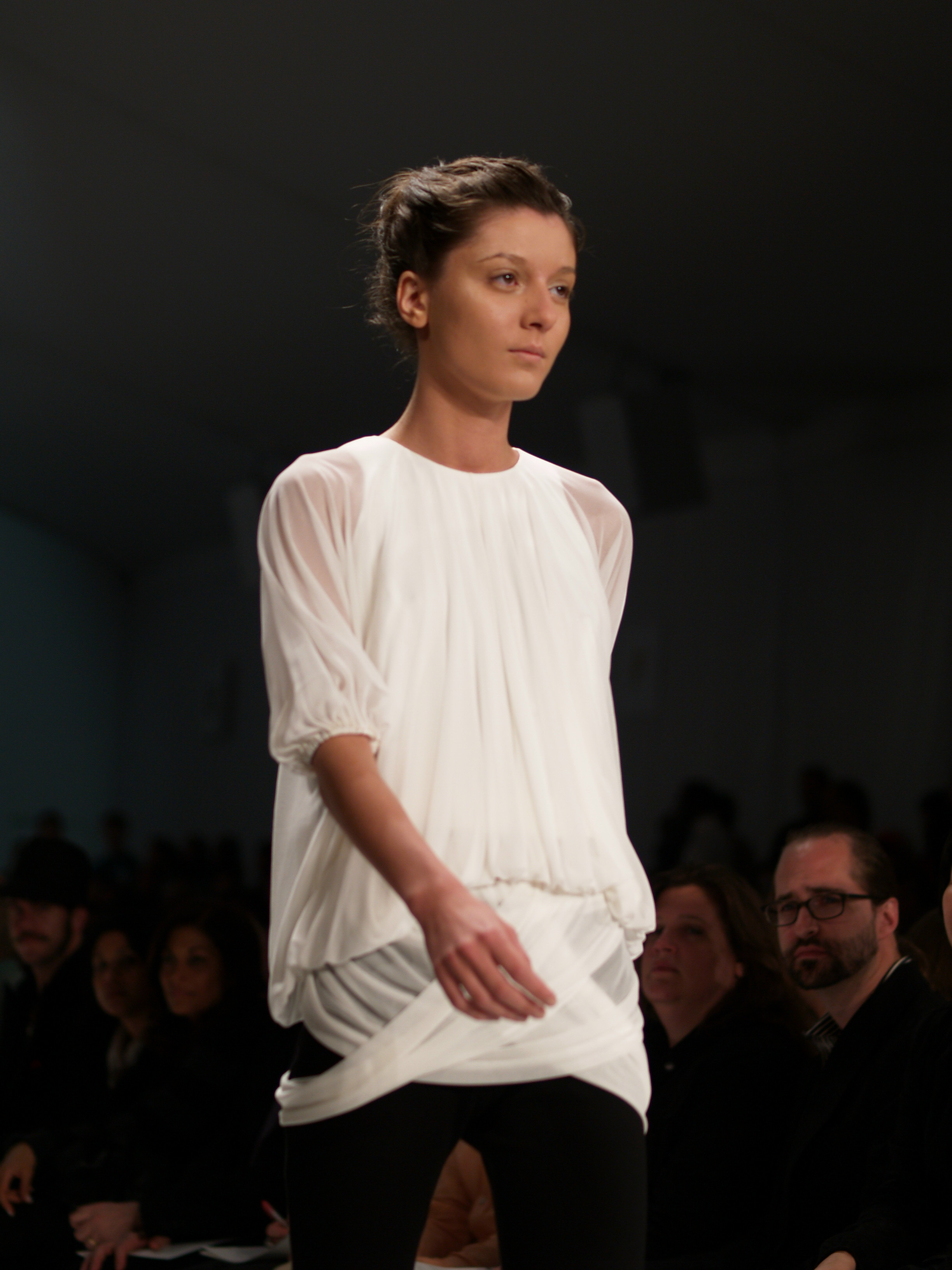
イリーナ・ラザレーヌ

イリーナ・ラザレーヌ（Irina Lazareanu, 1982年6月8日 - ）は、ルーマニア生まれ・カナダ国籍・イギリス在住のファッションモデル。マリリン所属。身長176センチ。
氏名のカタカナ表記については完全な誤表記である「ラザレアヌ」を含め、他に「イリナ」「ラザリーヌ」などもあり統一されていない向きもあるが、実際には Irina Lazareanu の発音方法は I-ree-na La-za-REE-new と表示され、他に読み方はない。従ってカタカナであれば「イリーナ・ラザレーヌ」とするのが最も正確であり、発音にも忠実に近い唯一の表記であると言える。
ルーマニアから難民としてカナダに移住した。ケベック州サン＝トウベールで育ち、バレエを学ぶためにロンドンへ移住。そこで音楽活動に目覚める。
ピート・ドハーティとの恋愛沙汰がしばしば話題とされてきた。ドハーティと知り合ったのはロンドンでバレエを学んでいた15歳のときで、その後に2回婚約したものの、いずれも結婚にまでは至らなかった。ジョン・レノンとオノ・ヨーコの間の息子にあたるショーン・レノンとの恋仲の噂が立ったこともある。オノ・ヨーコとは雑誌の仕事で共演してもいる。
モデル仲間のフレジャ・ベハとは大親友で、アギネス・ディーン、リリー・ドナルドソンとも仲が良い。
モデル業以外の活動もしばしば行っている。2005年には、フランスとカナダで公開されたフランソワ・ロトゲール監督の『パッセンジャー』という映画（伊勢谷友介主演）の制作に関わった。
20歳を過ぎてモデルデビューした異色の存在であるが、私服の着こなしの上手さから、ショーの外でもよく雑誌に写真を撮られている。